# Rolls-Royce Nene
El Rolls-Royce RB.41 Nene és un motor turborreactor de compressor centrífug britànic de la dècada de 1940. El Nene va ser un redisseny complet, en lloc d'un Rolls-Royce Derwent a gran escala, amb un objectiu de disseny de 5,000 lbf, el que el converteix en el motor més potent de la seva època. Va ser executat per primera vegada el 1944, va ser el tercer motor de reacció de Rolls-Royce que va entrar en producció i va funcionar per primera vegada menys de 6 mesos des de l'inici del disseny. Va rebre el nom del riu Nene d'acord amb la tradició de l'empresa de batejar els seus motors de reacció amb els rius.
El disseny va tenir relativament poc ús en els dissenys d'avions britànics, passant per alt a favor de l'Avon de flux axial que el va seguir. El seu únic ús generalitzat al Regne Unit va ser en el Hawker Sea Hawk i el Supermarine Attacker. Als EUA va ser construït sota llicència com el Pratt & Whitney J42, i va alimentar el Grumman F9F Panther. El seu ús més estès va ser en la forma del Klimov VK-1, una versió d'enginyeria inversa, modificada i ampliada que va produir uns 6,000 lbf (27 kN) d'empenta, i impulsava el famós Mikoyan-Gurevich MiG-15, un avió de caça de gran èxit que es va construir en gran nombre.
El Nene va ser dissenyat com a resultat d'una visita de Hooker als Estats Units el juny de 1944. Es va sorprendre en saber que General Electric ja tenia dos tipus de motor en marxa, un axial i un centrífug, de 4,000 lbf (18 kN) empenta. Va estar decidit a produir un motor d'empenta més alta i posteriorment va obtenir un contracte del Ministeri de Producció d'Aeronaus per a un motor de 4.200 lbf (19 kN) d'empenta, entenent que 5,000 lbf (22 kN) seria l'objectiu del disseny. Hooker, Lombard, Pearson i Morley van dissenyar un nou motor, el B.41 més tard anomenat Nene, en lloc d'augmentar el Derwent.
Es va produir una versió de major empenta del Nene com el Rolls-Royce Tay.
El Nene va ser dissenyat com a resultat d'una visita de Hooker als Estats Units el juny de 1944. Es va sorprendre en saber que General Electric ja tenia dos tipus de motor en marxa, un axial i un centrífug, de 4,000 lbf (18 kN) empenta. Va estar decidit a produir un motor d'empenta més alta i posteriorment va obtenir un contracte del Ministeri de Producció d'Aeronaus per a un motor de 4.200 lbf (19 kN) d'empenta, entenent que 5,000 lbf (22 kN) seria l'objectiu del disseny. Hooker, Lombard, Pearson i Morley van dissenyar un nou motor, el B.41 més tard anomenat Nene, en lloc d'augmentar el Derwent.